# Evippomma albomarginatum
Evippomma albomarginatum är en spindelart som beskrevs av Mark Alderweireldt 1992. Evippomma albomarginatum ingår i släktet Evippomma och familjen vargspindlar. Inga underarter finns listade i Catalogue of Life.